# Miami Gardens, Florida
Miami Gardens, Florida là một thành phố thuộc quận Miami-Dade trong bang Florida, Hoa Kỳ. Thành phố có tổng diện tích  km², trong đó diện tích đất là 51,8  km². Theo điều tra dân số Hoa Kỳ năm 2010, thành phố có dân số 107.167 người. Đây là thành phố lớn nhất trong số các thành phố có đa số dân người Mỹ gốc Phi ở bang Florida.